# C.J Beathard
Casey Jarrett Beathard, född 16 november 1993, är en amerikansk fotbollsspelare som spelar som quarterback för San Francisco 49ers i National Football League (NFL). Han spelade college football på University of Iowa och draftades i den tredje rundan av 2017 års NFL-draft av 49ers.

## NFL-karriär
Beathard gjorde sin NFL-debut den 15 oktober 2017 mot Washington Redskins, där han ersatte Brian Hoyer i den andra quartern. Beathard spelade därefter resten av matchen och gjorde i den fjärde quartern sin första touchdown genom en 45-yards passning till wide receivern Aldrick Robinson. Han lyckades med 19 av 36 passningar för totalt 245 yards då 49ers förlorade med 26–24. Efter matchen blev han utsedd till 49ers startspelare på quarterbackspositionen.